# Брекер, Арно
Арно Бре́кер (нем. Arno Breker; 19 июля 1900, Эльберфельд, ныне в составе Вупперталя — 13 февраля 1991, Дюссельдорф) — немецкий скульптор. Испытав французское влияние, стал в Германии одним из наиболее репрезентативных художников национал-социалистического режима. Работал под непосредственным покровительством Адольфа Гитлера.

## Биография

### Начало творческого пути
Арно Брекер родился 19 июля 1900 года в семье каменотёса Арнольда Брекера и его супруги Луизы. Ещё в школьные годы в отцовской мастерской он обучился работе каменотёса, затем учился в ремесленном училище Эльберфельда. В 1920 году поступил в Дюссельдорфскую академию искусств, изучал архитектуру у Вильгельма Крайса и скульптуру у Губерта Нетцера, ученика Адольфа фон Гильдебранда. В 1924 году известный галерист Альфред Флехтхайм стал его официальным представителем и покровителем.
В 1925 году Брекер завершил учёбу. В 1926 и 1927 годах он предпринял первые поездки в Париж, который слыл тогда центром изобразительного искусства. С 1928 по 1932 год жил и работал в Париже, не прерывая связи с Германией. Испытал большое влияние Аристида Майоля и Шарля Деспьо, работавших в стиле Огюста Родена. Познакомился там с писателем и художником Жаном Кокто, кинорежиссёром Жаном Ренуаром, галеристом Даниэлем-Анри Канвейлером. В 1932 году получил Римский приз прусского министерства культуры и в качестве стипендиата провел год на вилле Массимо. Во Флоренции изучал работы Микеланджело. В июне 1933 года посетил Мюнхен и Берлин и решил вернуться в Германию.

### Период творческого подъёма

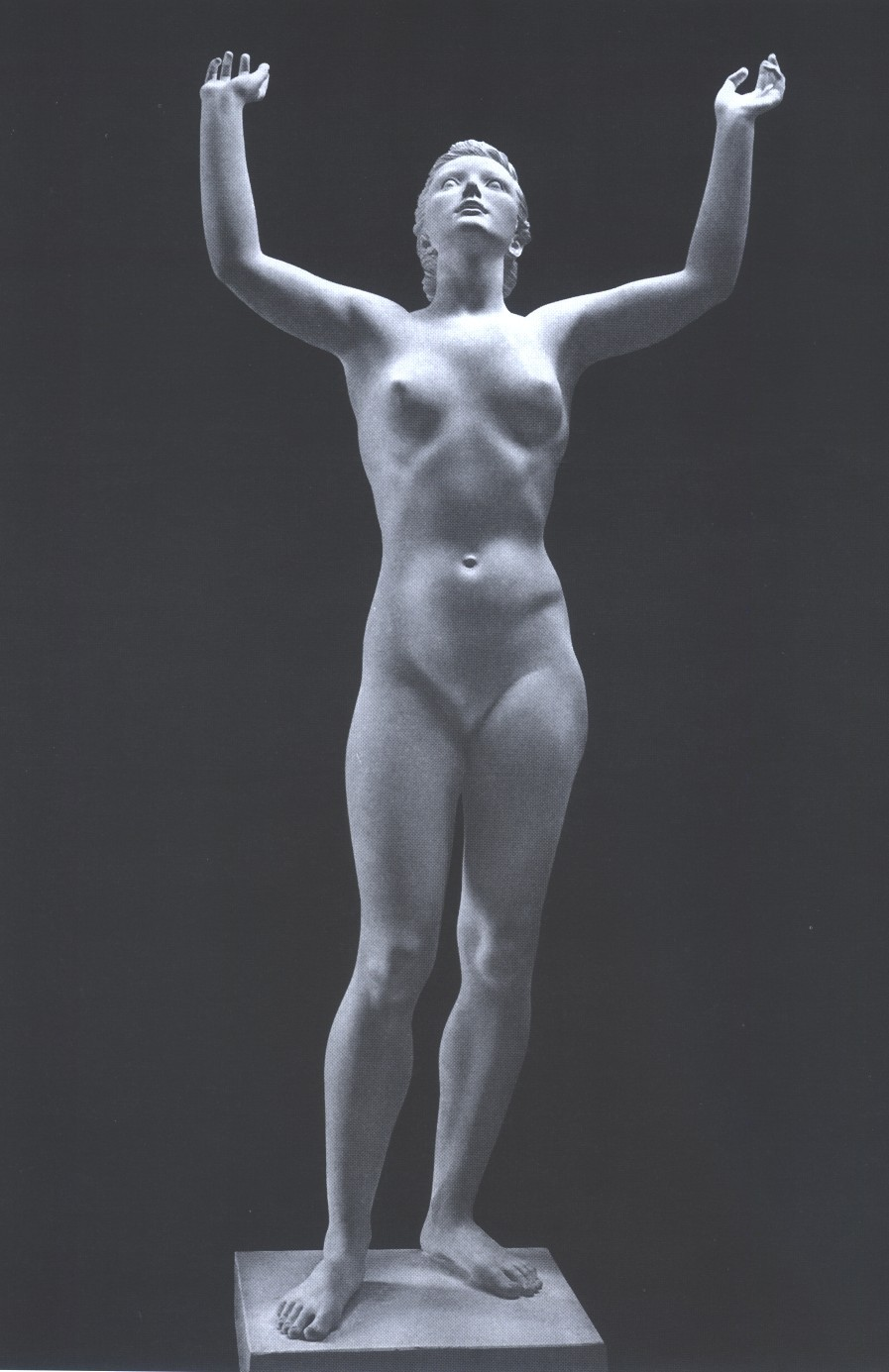
Эос. 1939

В ноябре 1933 года Брекер обосновался в Берлине. Выполнил среди прочего бюст и посмертную маску художника Макса Либермана.
В 1935—1936 годах создал пять барельефов для здания страховой компании «Нордштерн» на Фербеллинер плац 2 в Берлине, которые после войны были демонтированы.
В 1936 году принял участие в конкурсе на скульптурное оформление Имперского спортивного поля и Олимпийского стадиона в Берлине, представив статуи «Десятиборец» и «Победительница» для Спортивного форума и «Дионис» для Олимпийской деревни в Деберице. В Конкурсе искусств на Олимпийских играх 1936 года в Берлине Международный олимпийский комитет присудил Брекеру серебряную медаль за скульптуру «Десятиборец», которая затем была показана на выставке «Искусство Олимпиады».
Брекер познакомился с Гитлером и Шпеером. В 1937 году выполнил скульптуру «Прометей», установленную во дворе министерства пропаганды, а также бюсты Гитлера и Геббельса.
20 апреля 1937 года Гитлер присвоил ему звание профессора. 1 мая 1937 года Брекер вступил в НСДАП (членский номер 5379989, который позже заменят на более короткий — 51562). В мае он был членом международного жюри Всемирной выставки в Париже, а в июне членом жюри первой Большой немецкой художественной выставки в Мюнхене.
16 октября 1937 года Брекер женился на гречанке Деметре Мессале, бывшей модели Майоля, с которой он уже почти десять лет жил вместе.
1 мая 1938 года он начал преподавать в Объединенных государственных школах свободного и прикладного искусства в Берлине.
В 1938 году по настоятельному желанию Гитлера Брекер получил крупный государственный заказ в связи с планами генеральной реконструкции Берлина. Выполнил ряд работ для новой рейхсканцелярии, в том числе скульптуры «Партия» и «Вермахт».
Летом 1939 года началось строительство государственного ателье Брекера в Берлине-Далеме. В ноябре 1939 года он временно поселился на бывшей вилле Вальтера Ратенау в Берлине-Груневальде.
В 1940 году Брекер стал первым художником, получившим приз имени Муссолини на биеннале в Венеции.
23 июня 1940 года — через день после заключения Компьенского перемирия с Францией — вместе с архитекторами Альбертом Шпеером и Германом Гизлером Брекер в качестве гида сопровождал Гитлера во время его краткосрочной поездки в поверженный Париж.

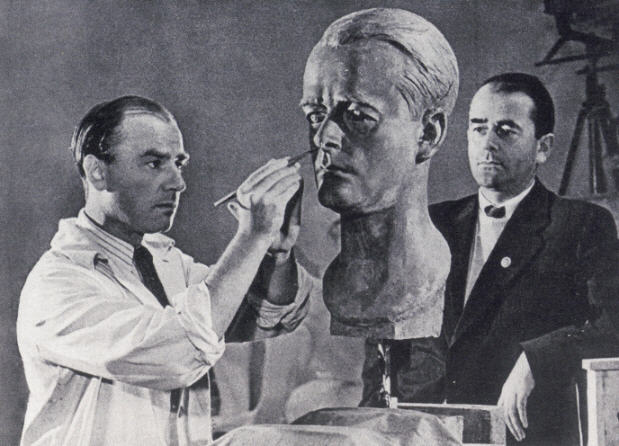
Арно Брекер за работой над бюстом архитектора Альберта Шпеера. 1940

19 июля 1940 года по случаю 40-летия Брекера Гитлер наградил его золотым партийным знаком НСДАП и подарил ему отремонтированный за счет государства замок Йекельсбрух в Одербрухе.
В ноябре 1940 года Вячеслав Молотов, посетивший Берлин с официальным визитом, якобы передал Брекеру приглашение Сталина на работу в СССР.
В своих воспоминаниях Брекер так описал свою встречу с наркомом иностранных дел СССР на приёме в отеле «Кайзерхоф»:

Молотов оказался маленьким и коренастым, у него было бледное, непроницаемое лицо и отсутствующий взгляд, в котором не отражалось никаких эмоций. Он спросил меня, готов ли я выполнить в России монументальные работы по заказу Сталина. Русский переводчик перевёл мне то, что сказал Молотов:
— Ваши работы произвели на нас впечатление. У нас в Москве есть большие здания, облицованные камнями. Они ждут отделки. Сталин — большой почитатель вашего творчества. Ваш стиль вдохновит и русский народ, он его поймёт. Нам не хватает скульптора вашего значения.
Потрясенный, я мог только поблагодарить за оказанную мне высокую честь и попросил времени для раздумья.— Arno Breker. Im Strahlungsfeld der Ereignisse, S. 148.
В 1941 году Брекер стал вице-президентом Имперской палаты изобразительных искусств.
В августе того же года было организовано общество с ограниченной ответственностью «Скульптурные мастерские Арно Брекера». Учредителями стали Арно Брекер с долей в размере 1000 рейхсмарок и германский рейх в лице генерального инспектора по строительству Альберта Шпеера с долей в размере 99000 рейхсмарок. Уже через год общество целиком перешло в собственность государства и стало подразделением главной строительной инспекции. Таким образом, Шпеер мог напрямую снабжать Брекера работой, а тот ничем не рискуя мог брать на себя колоссальные заказы. До конца войны мастерские во Врицене разрослись в огромное предприятие с уставным капиталом в размере 1 000 000 рейхсмарок. На Брекера работали французские военнопленные, а также подневольные рабочие из Польши и с Украины.
В 1942 году по приглашению правительства Виши Брекер организовал крупную персональную выставку в «Оранжерее» в Париже.
Его персональные выставки состоялись также в 1943 году в Кёльне и в 1944 году в Потсдаме.
В 1944 году на студии Лени Рифеншталь был снят короткометражный культурфильм «Арно Брекер — тяжелое время, сильное искусство».
Наряду с Георгом Кольбе, Фрицем Климшем, Йозефом Тораком Брекер был включен Гитлером в специальный «список наделенных божественным даром», означавший освобождение от призыва на фронт.

### Послевоенные годы
29 января 1945 года, незадолго до начала наступления советских войск на Берлин, при содействии Альберта Шпеера Арно Брекер бежал из своего поместья Йекельсбрух (округ Обербарним) в Баварию, сначала в замок Лейтштеттен у Штарнбергского озера, затем в замок Буххоф в общине Перха и, наконец, в Вемдинг.
21 марта 1945 года он отправил в Берлин список невыплаченных гонораров, на что ему было переведено 5,5 млн рейхсмарок. Из причитавшихся ему 27,4 млн рейхсмарок до конца войны Брекер получил 9,1 млн. Ещё 60 000 он получил от Альберта Шпеера в качестве «подарка рейхсминистра».

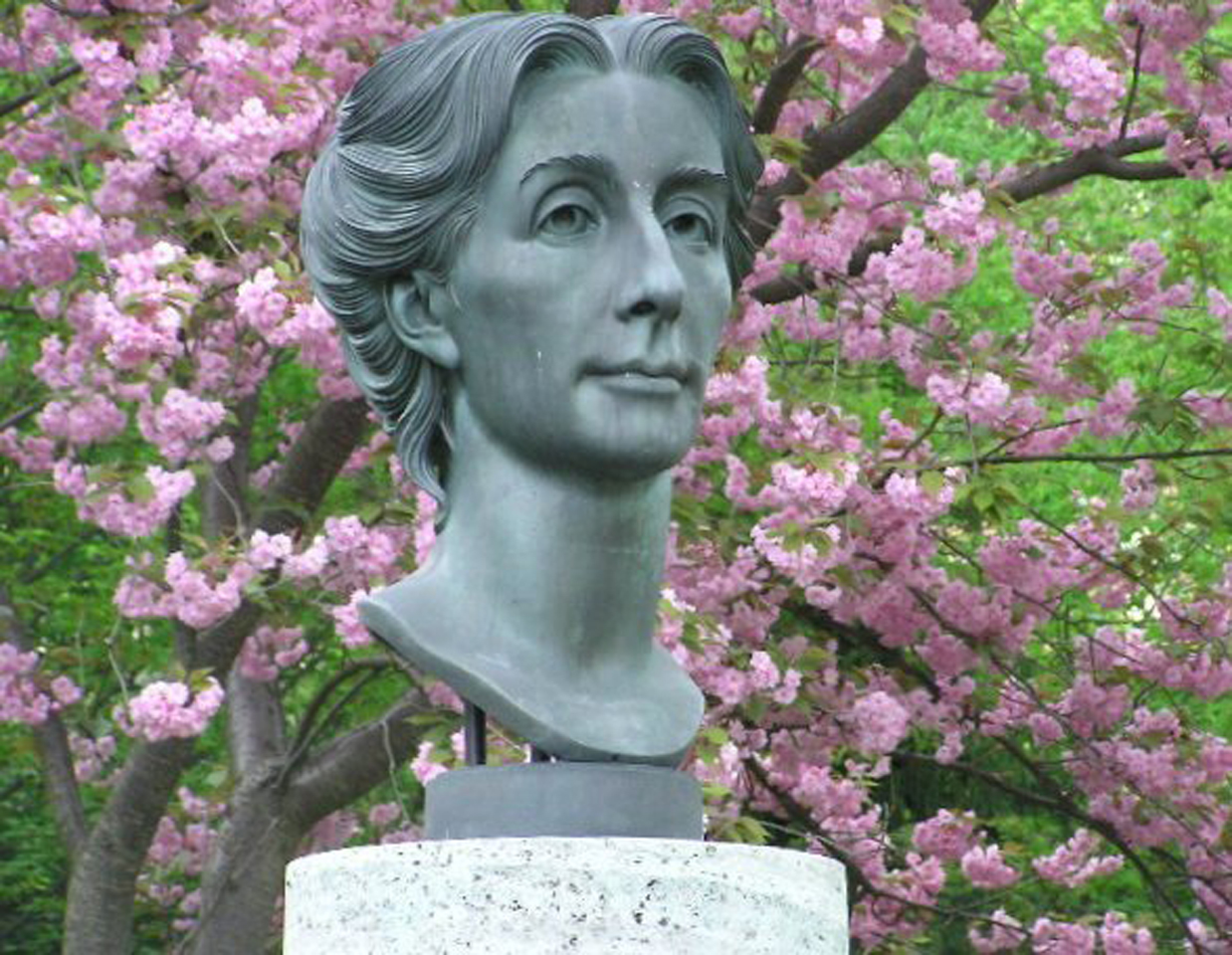
Портрет Козимы Вагнер. 1982

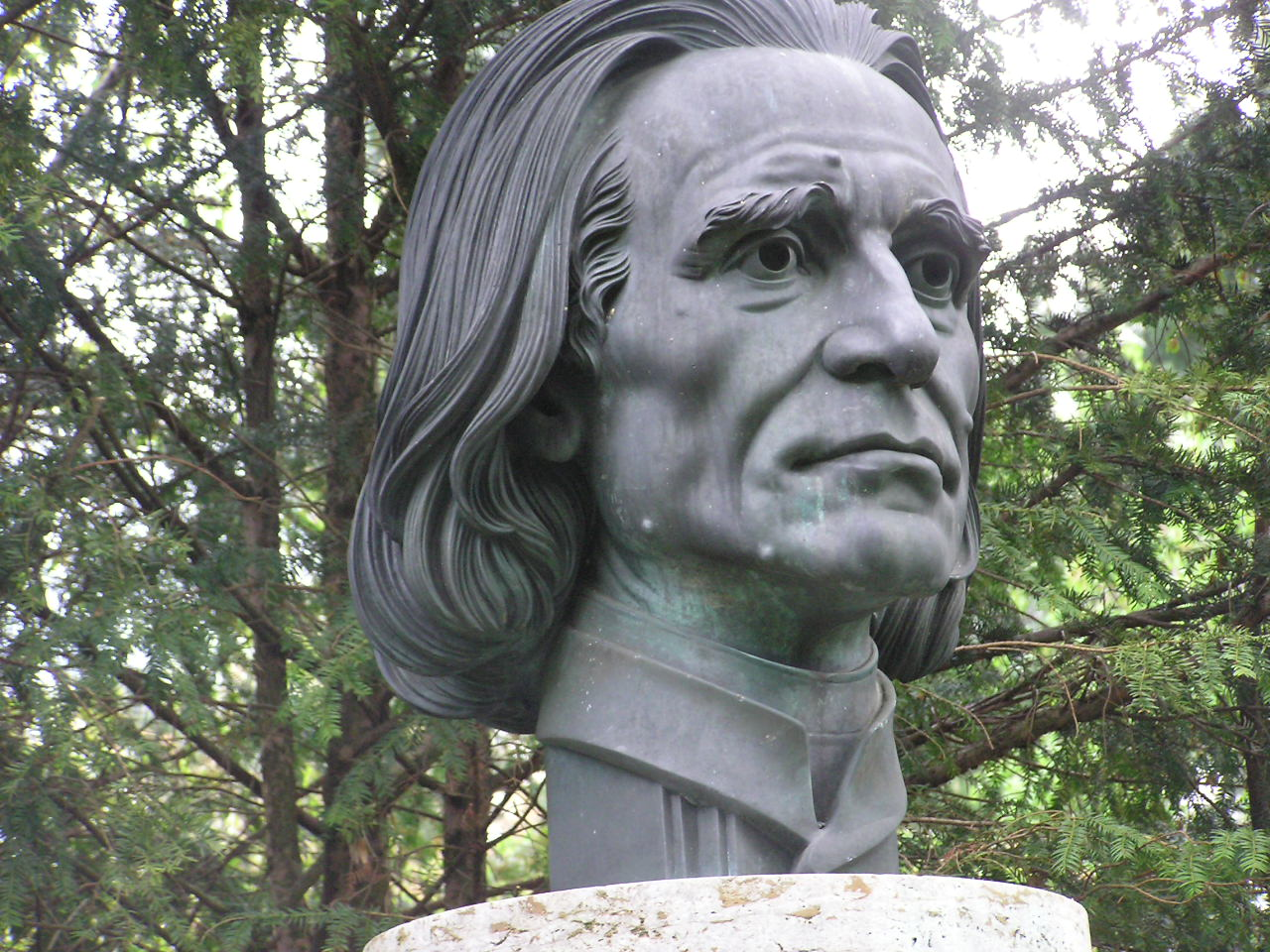
Памятник композитору Ференцу Листу

Основной корпус скульптур и барельефов Брекера пережил окончание войны без повреждений в двух ателье — в Берлине-Далеме и в Йекельсбрухе под Берлином, а также в хранилище Дома немецкого искусства в Мюнхене и в хранилище Музея современного искусства в Париже. Летом 1945 года работы из берлинского ателье, оказавшегося в американской оккупационной зоне, были переданы на хранение Этнографическому музею в Далеме. Йекельсбрух находился в советской оккупационной зоне. По свидетельству бывшего директора Музея Одербрух в Бад-Фрайенвальде на Одере Ганса Ульриха Энгеля, в 1949 году около 15 бронзовых скульптур и один барельеф были вывезены из Йекельсбруха в Потсдам, а поздней осенью 1950 года расплавлены.
Две скульптуры «Провозвестник» и «Призвание» из ателье в Йекельсбрухе были позже установлены в Эберсвальде на стадионе 20-й армии Группы советских войск в Германии. Вместе с двумя женскими статуями Фрица Климша, а также двумя скульптурами коней Йозефа Торака из сада рейхсканцелярии они стояли там до лета 1989 года.
28 апреля 1945 года незадолго до взрыва замка Геринга Каринхалл статуи Брекера «Эос», «Грация» и «Ступающая» были сброшены в Большое Дельнзее. В 1990 году полицейские аквалангисты подняли их со дна озера.
Скульптуры «Десятиборец» и «Победительница» в Спортивном форуме Олимпийского комплекса оказались в британской оккупационной зоне Берлина и остались нетронутыми.
В Берлине сохранилась также выполненная Брекером скульптура на фасаде югославского посольства (сегодня здание Немецкого общества международной политики) на Раухштрассе 17-18.
После освобождения Франции 34 скульптуры, представленные на парижской выставке 1942 года, как «собственность неприятеля» были конфискованы новым французским правительством. 23 августа 1961 года они были выставлены на аукцион в знаменитом аукционном доме Дюран-Рюэль, и Брекеру удалось выкупить их через подставных лиц из Швейцарии за 76 000 немецких марок. Позже он установил их в своем парке в Дюссельдорфе.
В 1948 году Брекер прошел процесс денацификации. Несмотря на привилегированное положение в Третьем рейхе, он был классифицирован всего лишь в качестве «попутчика» и приговорен к штрафу в размере 100 марок. В его пользу свидетельствовали факты помощи многим жертвам режима. Например, в конце 1943 года Брекер помог освободить из гестапо подругу и музу Майоля Дину Верни, которая была еврейкой. Что касается помощи Пабло Пикассо, то о ней известно лишь со слов самого Брекера, рассказавшего об этом уже после смерти художника.

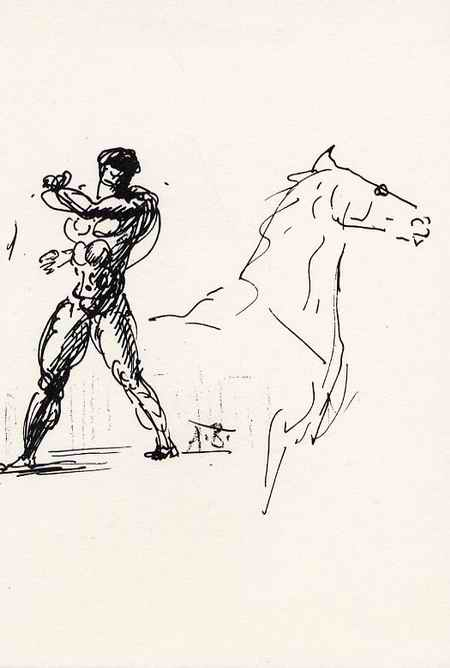
Арно Брекер.
Рисунок, перо (1982)

В 1949 году Брекер обосновался в Дюссельдорфе, где к тому времени поселились многие бывшие сотрудники Альберта Шпеера. Отсутствие официальных государственных заказов компенсировалось заказами частных лиц. Основными заказчиками любимого скульптора Гитлера стали представители высших деловых кругов Западной Германии. К началу 1950-х годов Брекер снова стал одним из самых востребованных и высокооплачиваемых скульпторов. Он выполнил также портретные бюсты Жана Кокто (1963), Жана Маре (1963), Людвига Эрхарда (1973), Сальвадора Дали (1975), Конрада Адэнауэра (1979), Эрнста Юнгера (1982), Петера Людвига и Ирены Людвиг (1986).

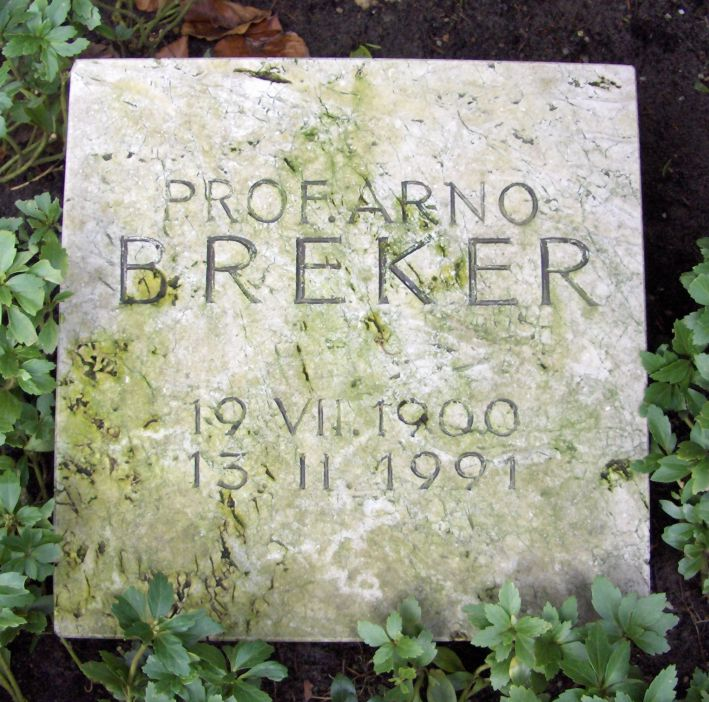
Плита на могиле Арно Брекера, Дюссельдорф

В 1960 году он открыл ателье в Париже.
В 1980—1985 гг. под Кёльном был создан «Музей Арно Брекера».
Арно Брекер умер 13 февраля 1991 года в Дюссельдорфе и был похоронен на Северном кладбище города.